# Fukomys
Fukomys är ett släkte i familjen mullvadsgnagare med omkring tio arter som förekommer i Afrika. Arterna listades fram till 2006 i släktet Cryptomys. Uppdelningen i två släkten skedde främst på grund av molekylärgenetiska differenser.

## Utseende
Dessa gnagare når en kroppslängd (huvud och bål) av 9 till 27 cm och vanligen en vikt mellan 45 och 220 gram. Vissa arter kan bli upp till 400 gram tunga. Svansen är bara 1 till 3 cm lång. Pälsens färg varierar mycket, den kan vara vit, gul, grå, brun, rödbrun eller svart. Hos vissa individer finns en vit fläck på huvudet. Påfallande är de stora framtänderna. Däremot är ögonen och yttre öronen små och hos några arter saknas yttre öron helt.

## Utbredning och habitat
Släktet förekommer i Afrika söder om Sahara. Habitatet utgörs av den öppna savannen och av olika slags skogar.

## Arter och status
Beroende på taxonomi räknas mellan 10 och 19 arter till släktet. På grund av att uppdelningen i två släkten skedde efter 2005 finns denna ändring inte med i den taxonomiska avhandlingen Mammal Species of the World.
Den följande listan följer IUCN (2016).
- Fukomys anselli lever i centrala Zambia, den listas som nära hotad (NT).
- Fukomys bocagei förekommer i sydligaste Kongo-Kinshasa, i Angola och norra Namibia, den betraktas som livskraftig (LC).
- Fukomys damarensis hittas i nordöstra Namibia, Botswana, norra Sydafrika, östra Zimbabwe och kanske lite längre norrut, är likaså livskraftig.
- Fukomys darlingi lever i Zimbabwe och centrala Moçambique, är livskraftig.
- Fukomys foxi är endemisk för centrala Nigeria, den listas med kunskapsbrist (DD).
- Fukomys kafuensis förekommer i ett mindre område i Zambia, den listas som sårbar (VU).
- Fukomys mechowi hittas i södra Kongo-Brazzaville, södra Kongo-Kinshasa, Angola och Zambia, är livskraftig.
- Fukomys ochraceocinereus lever i Kamerun, Centralafrikanska republiken, norra Kongo-Kinshasa, Sydsudan och Uganda, listas som livskraftig.
- Fukomys zechi är endemisk för centrala Ghana, betraktas som livskraftig.

Cryptomys hottentotus är den enda arten som blir kvar i släktet Cryptomys. Den har tre från varandra skilda populationer, en i Sydafrika, en södra Zimbabwe och en norr om Malawisjön, den betraktas som livskraftig.